# Flemingia schultzii
Flemingia schultzii là một loài thực vật có hoa trong họ Đậu. Loài này được (F.Muell.) Maconochie miêu tả khoa học đầu tiên.